# Pipile jacutinga
La yacutinga o pava yacutinga (Pipile jacutinga), también yacutingá de frente negra, chachalaca manchada, guan de frente negra, jacotinga  o yaacutingá frentinegra, es una especie de ave galliforme de la familia de las Cracidae endémica del sur de Brasil y regiones adyacentes de  Argentina y Paraguay.  Está en peligro de extinción, por su caza y destrucción de hábitat.

## Características
Es grande,  63 a 75 cm de longitud, similar a un fino Meleagris con delgado cogote y cabeza pequeña. Es básicamente negro con un satinado azulado;  tiene conspicuas manchas blancas en alas en 3 filas con puntitos negros. Su gran cresta es blancuzca, y el buche rojizo. Tiene ojos desnudos con bordes blancuzcos y cara negra, que lo hace único en su género. Extremidades rojas.
Hay otro yacutinga en su área de dispersión, Pipile cumanensis grayi, común en el este de Paraguay, que  tiene un buche azulino pendular, parches pequeños en alas, y todas su cara es desplumada y totalmente blanca.

## Taxonomía
Un reciente estudio basado en ADN mitocondrial, osteología y biogeografía llegó a la conclusión que las cuatro especies del género Pipile debían clasificarse en el género Aburria. No obstante, estas conclusiones no han sido aceptadas por la Unión Ornitológica Americana, ni por la lista de Clements.